# Haus Kapitän Lahman

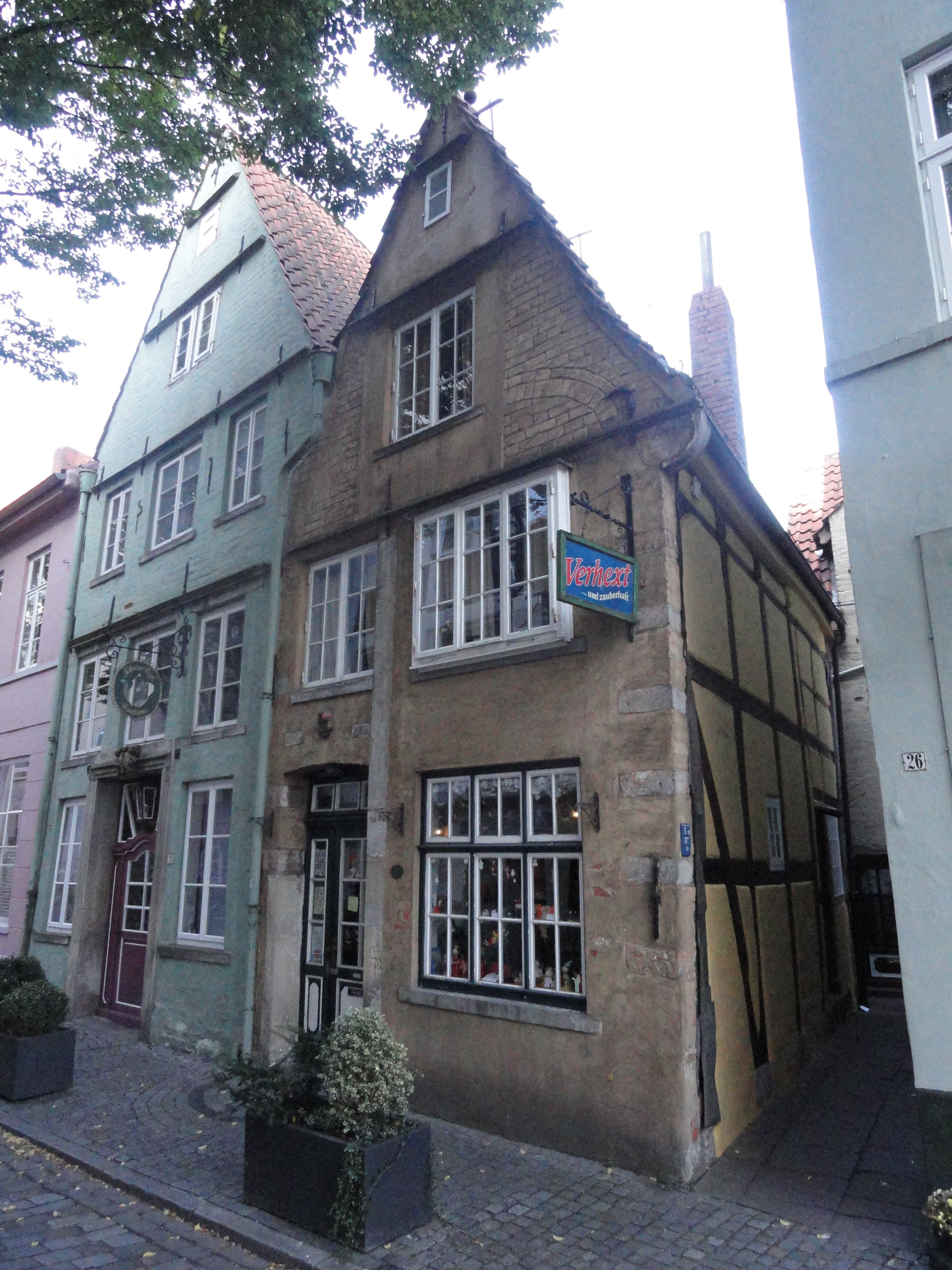
Marterburg 28, links

Das Haus Kapitän Lahman befindet sich in Bremen, Stadtteil Mitte im  Schnoorviertel, Marterburg 28. Es entstand 1629/1729. 
Das Gebäude steht seit 1973 unter Bremer Denkmalschutz.

## Geschichte
Die ursprüngliche Bevölkerung des Schnoors bestand überwiegend aus Flussfischern und Schiffern. In der Epoche des Klassizismus und des Historismus entstanden von um 1800 bis 1890 die meisten oft kleinen Gebäude. Im weiteren Verlauf wurde es zum Arme-Leute-Viertel, das in weiten Bereichen verfiel – vor allem nach dem Zweiten Weltkrieg.
1959 wurde von der Stadt ein Ortsstatut zum Schutz der erhaltenswerten Bausubstanz beschlossen. Die Häuser wurden dokumentiert und viele seit den 1970er Jahren unter Denkmalschutz gestellt. Ab den 1960er Jahren fanden mit Unterstützung der Stadt Sanierungen, Lückenschließungen und Umbauten im Schnoor statt.
Das dreigeschossige, geputzte Giebelhaus mit einem Satteldach wurde 1629 gebaut und 1729 in der Epoche des Barocks umgebaut. Die Ausfachung des Fachwerks an der Rückseite zeigt heute sichtbare Backsteine. Über dem Portal von 1729 sind ein Wappen und eine Inschrift. Hier wohnte u. a. 1904 ein Schlosser und ein Arbeiter.
 
Heute (2018) wird das Haus zum Wohnen genutzt. Das Nachbarhaus Marterburg 27 – ebenso von 1629 – ist auch denkmalgeschützt.
Der niederdeutsche Straßenname Marterburg kommt von der Mattenburg, der Ablieferungs- und Lagerstelle für die Matte, der Korn- und Mehlabgabe. Dort lagerten die Müller ihr Mehl in den sogenannten Matten. Der Name Schnoor (Snoor) bedeutet Schnur. Er kam durch das Schiffshandwerk und der Herstellung von Seilen und Tauen (= Schnur).